# کودورلو (قاخ)
کودورلو (به لاتین: Küdürlü) یک منطقه مسکونی در جمهوری آذربایجان است که در شهرستان قاخ واقع شده است. کودورلو ۳۵۴ نفر جمعیت دارد.